# Systellochernes zonatus
Espèce
Systellochernes zonatus est une espèce de pseudoscorpions de la famille des Chernetidae.

## Distribution
Cette espèce est endémique de Nouvelle-Zélande.

## Description
Systellochernes zonatus mesure de 1,8 à 2,5 mm.

## Publication originale
- Beier, 1964 : Insects of Campbell Island. Pseudoscorpionidea. Pacific Insects Monographs, vol. 7, p. 116-120.